# شامپانزه معمولی
شامپانزه (Pan troglodytes) که با نام‌های دیگری چون شامپانزهٔ معمولی و شامپانزهٔ قدرتمند شناخته می‌شود، گونه‌ای از انسانیان (Great apes) است که بومی جنگل‌ها و ساوانا و مناطق گرمسیری و مرطوب مرکز و غرب آفریقا می‌باشد.
این شامپانزه که به شامپانزه قوی هیکل آدم نما شهرت دارد بسیار از انسان قوی تر است و در آفریقا زیست می‌کند. با اینکه از نخستی‌هایی مثل گوریل و اورانگوتان کوچک‌تر است اما از هر دوی آن‌ها باهوش تر است. شامپانزه‌ها نزدیکترین حیوان از نظر نقشه ژنی به انسان هستند.
شامپانزه‌ها از گونه‌های در خطر انقراض هستند و تعدادشان در حال حاضر بین ۱۷۰٫۰۰۰ تا ۳۰۰٫۰۰۰ فرد تخمین زده می‌شود. مهم‌ترین تهدیدات علیه این گونه شامل از بین رفتن زیستگاه‌ها، شکارچیان و بیماری‌ها است. انسان‌ها از شامپانزه‌ها در سیرک‌ها، نمایش‌های طنز و در برنامه‌های سرگرمی تلویزیونی استفاده می‌کنند. علی‌رغم قدرت بدنی بسیار زیاد و خوی تهاجمی این حیوان گاهی به عنوان حیوان خانگی نگهداری می‌شود.
امروزه تلاش‌هائی جهت آموزش نوعی زبان ارتباطی بین انسان و شامپانزه‌ها صورت گرفته که تا کنون پیشرفت قابل ملاحظه ای در این زمینه صورت نگرفته‌ است.
دی‌ان‌ای انسان و شامپانزه ۹۸ تا ۹۹ درصد یکسان است.

## زیرگونه‌ها
شامپانزهٔ معمولی دارای چهار زیرگونهٔ تأیید شده، یک زیرگونهٔ پیشنهادی و یک زیرگونهٔ سابق است.
- شامپانزه مرکزی که در کشورهای کامرون، جمهوری آفریقای مرکزی، گینه استوایی، گابون و جمهوری دموکراتیک کنگو زندگی می‌کند.
 نام علمی: Pan troglodytes troglodytes.
- شامپانزه غربی که در کشور های گینه، گینه بیسائو، مالی، سنگال، سیرالئون، لیبریا، ساحل عاج و غنا زندگی می‌کند.
 نام علمی: Pan troglodytes verus.
- شامپانزه نیجریه کامرونی که در مناطق جنگلی در سراسر نیجریه و کامرون زندگی می کند.
 نام علمی: Pan troglodytes ellioti و گاهی Pan troglodytes vellerosus.
- شامپانزه شرقی که در کشورهای جمهوری آفریقای مرکزی، سودان، جمهوری دموکراتیک کنگو، اوگاندا، رواندا، بروندی، تانزانیا و زامبیا، زیست می‌کند.
 نام علمی: Pan troglodytes schweinfurthii.
- شامپانزه جنوب شرقی که به عقیدهٔ برخی از دانشمندان، زیرگونه ای جدید و متفاوت است و در کشور های بوروندی، اوگاندا، رواندا و تانزانیا، زیست می‌کند.
 نام علمی: Pan troglodytes marungensis.[۶]
- شامپانزه کوتوله (زیرگونهٔ سابق-اکنون تحت نام بونوبو شناخته می‌شود.)
 نام علمی: Pan paniscus و درگذشته Pan satyrus paniscus.[۷]

## دربارهٔ شامپانزه
شامپانزه‌ها در جنگل‌های استوایی و ساواناهای مرطوب غرب و مرکز آفریقا زیست می‌کنند. آنها در گذشته در مناطق وسیع تری زندگی می‌کردند اما زیستگاه‌های آن‌ها به سرعت از بین رفت.

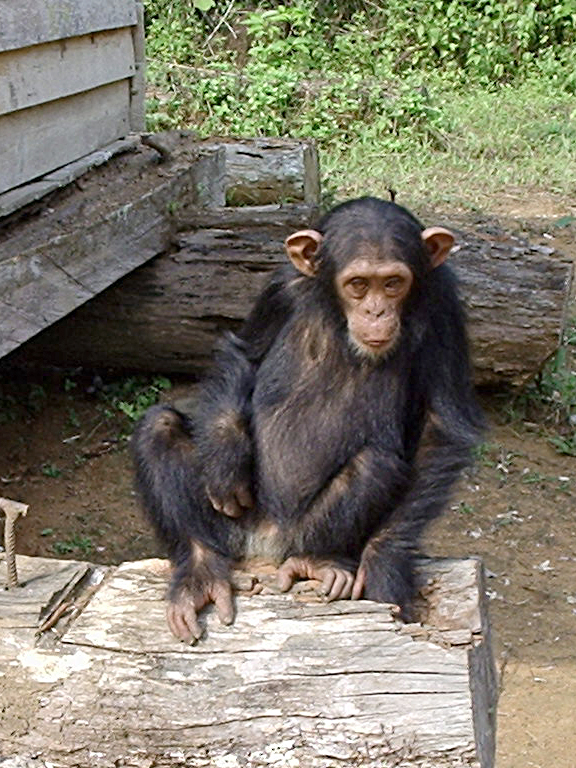
شامپانزه

شامپانزه‌های معمولی از بونوبو جثه بزرگ‌تری دارند. شامپانزه بالغ نر وزنی در حدود «۴۰ تا ۶۵ کیلوگرم» و جنس ماده در حدود «۲۷ تا ۵۰ کیلوگرم» وزن دارد. قد نرها می‌تواند تا ۱۶۰ سانتیمتر هم برسد، ماده‌ها قدشان به ۱۳۰ سانتیمتر نیز می‌رسد. اگر چه آن‌ها از انسان‌ها کوچکتر هستند اما زورشان ۵ تا ۶ برابر انسان هاست و علت این امر نیز این است که ماهیچه‌های شامپانزه‌ها و دیگر نخستین‌ها مثل گوریل فعال تر از انسانهاست؛ مثلاً در سال ۱۹۲۴ در باغ وحشی در نیویورک قدرت شامپانزه‌ای با نیروسنج سنجیده شدِ. شامپانزه مزبور ۷۵ کیلوگرم وزن داشت اما نیروی کششی برابر با ۳۸۴ کیلوگرم را بر دستگاه وارد کرد و این در حالی است که این رقم برای انسانی در همین وزن معادل ۹۵ کیلوگرم می‌باشد. شامپانزه دیگری به وزن ۶۱ کیلوگرم در همان باغ وحش در موقع عصبانیت توانست تنها با دست راستش نیرویی معادل ۵۷۲ کیلوگرم را بر دستگاه وارد کند.
بدن شامپانزه از موهای قهوه‌ای تیره و ضخیمی پوشیده شده‌ است، این موها در تمام بدن بجز کف دستها و پاها، صورت، انگشتها و پنجه پا وجود دارد و صورتش به مرور که رشد می‌کند موهای خاکستری رنگی درمی‌آورد. شامپانزه دم ندارد و اندامش شبیه انسان است با این تفاوت که به جای ۱۲ جفت دنده که در انسان وجود دارد این حیوان ۱۳ جفت دنده دارد. در هر پایش دو انگشت شصت وجود دارد که در طرف مقابل هم قرار دارند که به وسیله آن می‌تواند هر جایی را که می‌خواهد به دقت بگیرد.

## تولید مثل
دوره آبستنی شامپانزه‌ها ۸ ماه است و بچه را در سه سالگی از شیر می‌گیرند. ماده‌ها نقش پررنگ تری در نگهداری از نوزادان ایفا می‌کنند. نوزادان بسیار آسیب‌پذیر و ناتوان بوده و از نظر عاطفی و فیزیکی به شدت به مادر خود وابسته هستند. در حقیقت تا چندین سال بچه در کنار مادرش می‌ماند و انواع آموزش‌ها را فرا می‌گیرد. شامپانزه‌ها در ۸ تا ۱۰ سالگی به بلوغ رسیده و آماده جفت‌گیری می‌شوند.

## تغذیه
هرچند که شامپانزه‌ها جزو حیوانات همه چیز خوار به حساب می‌آیند اما تغذیه اصلی آن‌ها از گیاهان است. آنها برگ درختان، میوه‌ها، دانه و جوانه‌ها، ساقه، شکوفه و تخم گیاهان و انواع قارچ را می‌خورند اما پژوهش‌ها نشان می‌دهند که میوه‌ها بالاترین درصد از مواد مصرفی شامپانزه را تشکیل می‌دهد. همچنین موادی مثل عسل، خاک، تخم پرندگان و انواع حشرات و جانوران دیگر بخشی از تغذیهٔ شامپانزه را شامل می‌شود و برای تکمیل سبد غذایی خود اقدام به شکار برخی از حشرات کوچک مثل موریانه‌ها و حتی خوردن گوشت توله پلنگ‌ها و سایر پریمات‌ها می‌کنند. البته کشتن توله پلنگ بیشتر از اینکه اقدامی در جهت تغذیه باشد در جهت پیشگیری است زیرا پلنگ‌ها از دشمنان اصلی شامپانزه‌ها در طبیعت هستند چون هم سرعت بالایی دارند هم توانایی بالا رفتن از درخت را دارند. گاهی شامپانزه‌ها به صورت دست جمعی به شکار میمون قرمز غربی می‌روند. مستنداتی از آدم‌خواری شامپانزه‌ها هم وجود دارد که البته زیاد اهمیتی ندارند. در موارد نادری هم مشاهده شده که اگر فرصت مناسب باشد به بچه انسان حمله می‌کنند و آن را می‌خورند.
شامپانزه‌های غرب آفریقا تنها حیوانی هستند که مانند انسان در طول روز از ابزار به‌طور عادی استفاده می‌کنند. شامپانزه‌هایی در سنگال دیده شده که برای شکار شاخه درختی را شکسته و پوستش را کنده و یک طرف آن را با دندان تیز کردند و از آن نیزه ساختند و به وسیله آن «گالاگو» که نوعی بوزینه کوچک است را هنگامی که در شکاف درختان خوابیده شکار کردند.

## عادات

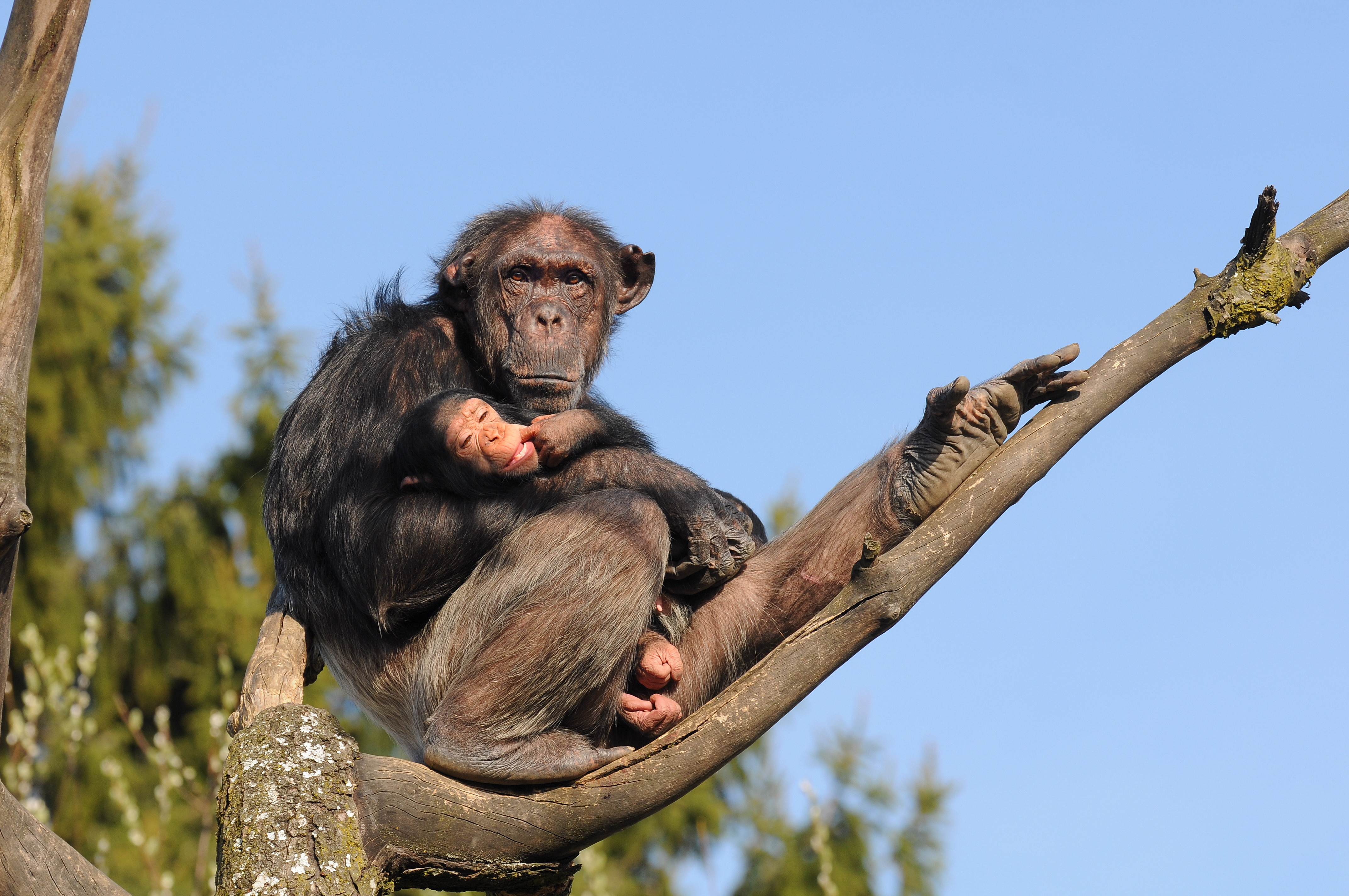
شامپانزه معمولی

شامپانزه‌ها در اجتماع و با یکدیگر و در یک گروه زندگی می‌کنند که ممکن است از ۱۵ تا ۱۵۰ شامپانزه را شامل شود اما وقتشان را صرف گشتن با تنها چند شامپانزه می‌کنند. شامپانزه‌ها موجوداتی درخت زی و زمین زی هستند و هم بر روی زمین و هم بر روی درخت به‌طور مساوی زندگی می‌کنند. بر روی زمین چهار دست و پا راه می‌روند و فقط می‌توانند مسافت کوتاهی روی دو پا راه بروند. شامپانزه مانند گوریل حیوانی پنجه رو است و تفاوت راه رفتنش با دیگر نخستی‌هایی مثل اورانگوتان و بونوبو (نوعی شامپانزه) در این است که از قسمت بیرونی کف پاهایش برای حرکت کردن استفاده می‌کند.
شامپانزه‌ها در جامعه‌ای گسسته از هم زندگی می‌کنند و همه اعضای گروه همیشه با هم و در کنار هم نیستند. جفت‌گیری قاعده و قانون خاصی ندارد. گروه‌هایی که ممکن است به وجود بیاید به این صورت است: گروهی تماماً نر، ماده‌های بالغ و فرزندانشان، گروهی شامل هر دو جنس نر و ماده ٬یک ماده و فرزندش یا حتی یک شامپانزه منفرد. نرها هسته اصلی اجتماع شامپانزه‌ها هستند در گروه می‌گردند و مواظب اعضای گروه هستند و همچنین به دنبال غذا نیز می‌گردند. در میان نرها نیز یک سلسه مراتب قدرت رعایت می‌شود. ساختار غیر معمولی جوامع از هم گسسته شامپانزه‌ها اینگونه‌ است یک گروه در درون گروه اصلی نوعی خودمختاری دارد و خودشان فارغ از گروه اصلی از خودشان دفاع می‌کنند یا استراحت می‌کنند. در واقع شامپانزه‌ها هم‌زمان با حضور در گروه اصلی نوعی استقلال شخصی هم دارند.

در نتیجه یک شامپانزه تنها خودش به تنهایی به دنبال غذا می‌گردد یا در گروه‌های کوچکتر (در مقابل گروه بزرگتر که همه در آن هستند و در داخل این گروه آن گروه کوچکتر تشکیل می‌شود). این گروهای کوچکتر برای اهداف مختلف و در انواع مختلف شکل می‌گیرد به‌طور مثال یک گروه تماماً مذکر که برای شکار کردن و به‌دست آوردن گوشت تشکیل شده باشد. زمانی هم ممکن است یک نر و ماده بالغ گروهی را برای جفت‌گیری با هم تشکیل بدهند. وقتی شامپانزه‌ها با خطری روبرو می‌شوند جیغ‌های بلندی می‌کشند و از ابزاری که می‌تواند در مقابله با تهدید به کارشان بیاید استفاده می‌کنند. دشمن طبیعی شامپانزه‌ها پلنگ است.

### شامپانزه و مرگ
میانگین عمر شامپانزه‌ها در طبیعت معمولاً کمتر از ۱۵ سال است اما برخی از آنها تا ۲۵ سالگی و به ندرت تا حدود ۶۰سال عمر می‌کنند. شامپانزه‌ها در اسارت بیشتر عمر می‌کنند به طوری که میانگین عمر نرها حدود ۳۲سال و در ماده‌ها ۳۹سال می‌باشد. بیشترین سن ثبت شده در شامپانزه‌ها ۶۳ سال می‌باشد.
در پژوهشی مشخص شده‌است که شامپانزه‌ها هم مانند انسان در کنار بالین عزیزان خود می‌نشینند و در غم از دست دادن آن‌ها عزاداری و شیون می‌کنند. این در حالی است که تاکنون تصور می‌شد رفتارهای این چنینی، منحصر به انسان بوده و در حیطه و قلمرو حیوانات وجود ندارد. به‌طور نمونه مشاهده گردید که خانواده یک شامپانزه مادهٔ مسن ساعت‌ها در کنار بالین وی نشسته و حتی پس از مرگ او هم او را تنها نمی‌گذاشتند. شامپانزه‌ها از معدود جاندارانی هستند که در مورد مرگ هوشیارند. بررسی پژوهشگران انگلیسی حاکی از آن است که شامپانزه‌ها زمان مرگ نزدیکان یا یکی اعضای گروه‌شان رفتار متفاوتی دارند. مجله تخصصی «روند حیات» در یکی از شماره‌هایش مقاله‌های چاپ کرده‌است که در آن به پژوهش گروهی از پژوهشگران بریتانیایی دانشگاه استیرلینگ اشاره شده‌است. این پژوهشگران رفتار شامپانزه‌ها را هنگام مرگ یکی از اعضای گروه زیر نظر گرفتند. جیمز آندرسون نویسنده مقاله خاطر نشان می‌کند: «هوشیاری در مورد مرگ پدیده‌ای روان‌شناسی است که تا مدت‌ها تصور می‌شد تنها در انسان‌ها وجود دارد.» بررسی این گروه از پژوهشگران حاکی از آن است که گروه شامپانزه‌ها حتی در برابر عضوی از گروه که در آستانه مرگ است رفتار دیگری دارند. جیمز آندرسون اضافه می‌کند: «نتیجه بررسی‌های ما در رفتار شامپانزه‌ها، نشان می‌دهد که هوشیاری در مورد مرگ در این حیوانات بسیار عمیق‌تر از آن است که تاکنون تصور می‌شد.» بخشی از این تحقیق در اسکاتلند صورت گرفته‌است. زیست‌شناسانی که مدت‌ها محل زندگی شامپانزه‌ها در باغ‌وحش اسکاتلند را زیر نظر گرفتند برای مثال به مرگ شامپانزه ماده پنجاه ساله‌ای در سال ۲۰۰۸ اشاره می‌کنند. در روزهای نزدیک به مرگ این شامپانزه، پژوهشگران متوجه شدند که سایر اعضای گروه رفتار بسیار آرامی دارند و به شامپانزه ضعیف و رنجور توجه بیشتری می‌کنند. در آخرین ساعات زندگی او نیز همه اعضای گروه روی سکوی نزدیک او جمع شده و آرام پوست او را نوازش می‌کردند. پس از مرگ این شامپانزه ماده همه از او دور شدند و تنها دختر او تمام شب را کنار مادرش باقی‌ماند. نکته جالب دیگری اینکه حتی پس از چند روز و عادی شدن رفتار شامپانزه‌ها، آن‌ها تا چند روز روی سکویی که شامپانزه پیر آخرین ساعات زندگی‌اش را روی آن گذراند جست‌وخیز نمی‌کردند.
در پژوهشی دیگر که از رفتار دو شامپانزه مادر در طبیعت انجام شد دیده شد که این دو مادر به مدت چند هفته در کنار بالین جسد فرزندان خود که در اثر یک بیماری تنفسی مرده بودند ماندند.

### استفاده از ابزار
مدت زمان زیادی است که دانشمندان می‌دانند که شامپانزه‌ها از ابزار استفاده می‌کنند اما تحقیقات اخیر نشان داده‌است که شامپانزه‌ها از ۴۳۰۰ سال پیش از ابزار سنگی استفاده می‌کردند. اخیراً استفاده از ابزار در شامپانزه‌ها پیشرفت کرده‌است به‌طوری‌که شامپانزه غربی در حالی مشاهده شده که از شاخه درختان نیزه درست کرده و آن را تیز کرده و گالاگو سنگالی را در سوراخ درختان شکار کرده‌است و شامپانزه شرقی نیز در حالی که یک شاخه را تغییر شکل داده بود و از آن برای شکار موش خرما استفاده می‌کرد دیده شده است.
همچنین دیده شده‌ که شامپانزه‌های جنگلی در گینه در آفریقا از سنگ‌های تیز و ابزار چوبی برای بریدن و قطعه قطعه کردن میوه‌ها بر روی سندان‌های سنگی استفاده می‌کنند.

## نقشه ژنی شامپانزه

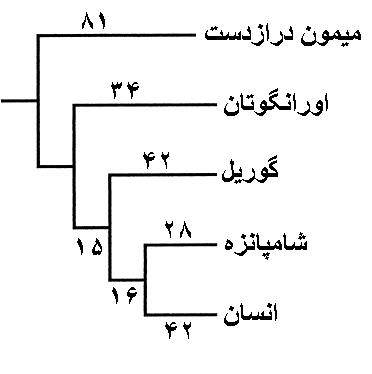
روابط بین نخستی‌ها. ارقام این نمودار نشانهٔ «درازای شاخه» هستند که محکی است برای میزان جدایش تکاملی. (بر پایهٔ آزمایش داده‌های الکتروفورز پروتئین)

انسان و شامپانزه از لحاظ ژنی بسیار به هم نزدیک هستند. پس از انجام پروژه ژنوم انسان توسط دانشمندان پروژه ای مشابه برای شامپانزه‌ها آغاز شد. پژوهشی در دسامبر ۲۰۰۳ نشان داد که ۷۶۰۰ ژن میان دو گونه انسان و شامپانزه مشابه هستند. یکی از ژن‌های مورد بررسی ژن FOXP2 است که مرتبط با قدرت تکلم و یادگیری زبان بوده و این ژن در انسان گسترش و تکامل بیشتری پیدا کرده‌است. تفاوت ژنی میان انسان و شامپانزه مربوط به تغییرات در حدود ۳۵ میلیون تک نوکلئوتید، پنج میلیون حذف و اضافه شدن نوکلئوتیدی و چندین نوع تغییرات کروموزومی است. پروتئین‌های همسان بین انسان و شامپانزه به‌طور میانگین فقط در دو اسید آمینه دارای تفاوت هستند و در حدود ۳۰٪ از کل پروتئین‌های انسان از نظر توالی با پروتئین‌های شامپانزه مشابه هستند.
تغییرات ژنتیکی مانند مضاعف شدن و حذف نوکلئوتیدها طی حدود شش میلیون سال باعث ایجاد حدود ۲/۷ درصد تفاوت ژنی میان انسان و شامپانزه‌ها شده‌است. میزان این تفاوت ژنی در بین انسان‌های امروزی با یکدیگر در حدود ۰٫۵ درصد است.
در حدود ۶ تا ۷ میلیون سال پیش جد مشترک انسان‌ها و شامپانزه‌ها از یکدیگر منشعب شده‌اند. همهٔ گونه‌ها در خانوادهٔ انسانیان به غیر از انسان ۲۴ جفت کروموزم دارند اما انسان‌ها ۲۳ جفت کروموزوم دارند؛ بنابراین فرضیه وجود دارد که اجداد این خانواده، ۲۴ کروموزم داشته‌اند و در انسان‌ها ۲ تا از کروموزم‌ها ادغام شده و انسان‌ها ۴۶ کروموزم به جای ۴۸ تا دارند. طی سیر تکاملی انسان، دو کروموزوم اجدادی از ناحیهٔ تلومر به یکدیگر متصل شده و کروموزوم ۲ (انسان) را ساخته‌اند. بین کروموزوم‌های انسان و شامپانزه، ۹ تفاوت مهم دیگر نیز وجود دارد که شامل تغییرات و چرخش‌هایی در کروموزوم‌های شماره ۱، ۴، ۵، ۹، ۱۲، ۱۵، ۱۶، ۱۷ و ۱۸ انسان می‌باشد.

## شامپانزه‌ها و انسان
برای مدتی، دیرینه‌شناسان و زیست‌شناسان فرگشتی می‌دانستند که نیاکان شامپانزه آخرین خط میمون‌های امروزی بودند که از شاخه‌ای که به انسان منتهی شد، احتمالاً شش میلیون، شاید چهار میلیون سال پیش، جدا شدند. بررسی‌های جدیدتر نشان می‌دهد که علی‌رغم تفاوت‌های عمیق در این دو گونه، تنها یک تفاوت ۱٫۲۳ درصدی در ژن‌ها، انسان خردمند (هومو ساپینس) را از شامپانزه‌های معمولی جدا می‌کند. کاریوتایپ انسان با ۴۶ کروموزوم نشان داده می‌شود، در حالی که شامپانزه‌ها ۴۸ کروموزوم دارند.
بر اساس آزمایشی که در دانشگاه کیوتو (ژاپن) انجام شد، توانایی یک شامپانزه جوان (۵ ساله) برای به خاطر سپردن اعداد نمایش داده شده روی صفحه نمایش به‌طور قابل توجهی بیشتر از یک انسان بالغ است. دانشمندان این را به معادل حافظه مثلی یا «حافظه عکاسی» نسبت می‌دهند، یعنی توانایی به خاطر آوردن جزئیات آنچه دیده یا شنیده می‌شود، که در کودکان انسان وجود دارد و با افزایش سن کاهش می‌یابد.
حملات به انسان
اخباری از حمله شامپانزه‌ها در نقاط مختلف به انسان‌ها گزارش شده‌است. در اوگاندا چندین حمله به کودکان رخ داده که بعضی از آن‌ها کشنده بوده‌اند. دلیل بعضی از این حملات، نوشیدن الکل توسط شامپانزه‌ها در نزدیکی روستاها و سکونت گاه‌های انسانی ذکر شده و شامپانزه‌ها به جای طعمه مورد علاقه‌شان میمون‌های قرمز اشتباهاً به کودکان حمله کرده‌اند. دست کم شش مورد نیز دزدیدن و خوردن نوزاد انسان توسط شامپانزه‌ها ثبت شده‌است. به‌طور پراکنده موارد دیگری از حملات شدید شامپانزه‌های در اسارت به بزرگسالان نیز گزارش شده‌است.

## شامپانزه‌ها و انتقال ویروس ایدز به انسان
دو نوع ویروس اچ آی وی انسان را آلوده ساخته‌است که به نوع یک و دو شناخته می‌شوند. ویروس نوع یک خطرناک‌تر است و راحت تر انتشار می‌یابد. اکثر بیماری‌های ایدز در جهان عاملش ویروس نوع یک است. اما ویروس ایدز نوع دوم تا حدود زیادی محدود به غرب آفریقا است. هر دو ویروس از غرب و مرکز آفریقا منتشر شده‌اند و از نخستی‌ها به انسان سرایت کردند. ویروس ایدز نوع یک از زیر گونه‌ای از شامپانزه که در جنوب کامرون زندگی می‌کند انتشار یافته‌است. کینشازا در جمهوری دمکراتیک کنگو بزرگ‌ترین تنوع در ویروس ایدز نوع یک را دارد و اشاره شده که ویروس ایدز نوع یک در این محل از هر جای دیگری قدمتی طولانی‌تر دارد. ویروس ایدز نوع دوم از نوعی میمون در گینه بیسائو منتشر شده‌است.

## وضعیت حفاظتی
جمعیت شامپانزه‌ها در معرض تهدید قرار دارد و تعدادشان رو به کاهش است و در بسیاری از مناطق تحت محافظت دولتی و قانونی قرار گرفته‌اند. در ابتدای قرن نوزدهم حضور یک میلیون شامپانزه در طبیعت تخمین زده می‌شد اما امروزه این تعداد بین ۱۷۲هزار تا ۳۰۰هزار فرد تخمین زده می‌شود. مهم‌ترین عوامل تهدید جمعیت شامپانزه‌ها شامل شکار توسط شکارچیان و کشاورزان، کاهش زیستگاه‌ها، قطع درختان و همین‌طور بیماری‌های متعدد و مشترک با انسان و سایر پریمات‌ها است. در بعضی مناطق نیز شامپانزه‌ها جهت مصارف خوراکی و دارویی یا در تله‌های کشاورزان کشته می‌شوند.